# Scheiding (kapsel)

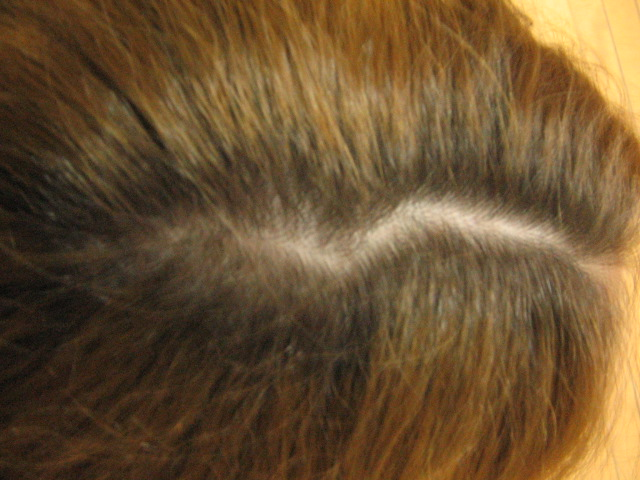
Scheiding van boven gezien

Een scheiding is een kapsel waarbij halflang haar strak vanuit het midden naar links en rechts wordt gekamd, waardoor in het midden een duidelijke splitsing ontstaat.
De scheiding kan precies over het midden lopen, of net daarnaast. Door een haarversteviger te gebruiken kan het kapsel in vorm gehouden worden, bij langer haar is dit vaak niet meer nodig.
De scheiding kan ook als onderdeel van een kapsel worden aangeduid, dus een kapsel heeft een scheiding.
Terwijl het rond de jaren 50 een heel gangbaar kapsel was, verliest dit kapsel sterk aan populariteit. Mogelijke oorzaak is de beeldvorming rond dit kapsel als een kapsel voor geeks.